# París-Tours 1932
La París-Tours 1932 fue la 27ª edición de la clásica París-Tours. Se disputó el 24 de abril de 1932 y el vencedor final fue el francés Julien Moineau, que se impuso al sprint a su compañero de fuga, el alemán Herbert Sieronski. 

## Clasificación general[3]
|    | Ciclista           | Equipo  | Tiempo    |
| -- | ------------------ | ------- | --------- |
| 1  | Julien Moineau     | Lutetia | 6h 47'30" |
| 2  | Herbert Sieronski  |         | m.t.      |
| 3  | Amulio Viarengo    |         | a 5'25"   |
| 4  | Léon Le Calvez     |         | m.t.      |
| 5  | Jules Merviel      |         | a 5'36"   |
| 6  | Yves Le Goff       |         | m.t.      |
| 7  | Jean Naert         |         | a 6'48"   |
| 8  | Gabriel Hargues    |         | a 9'20"   |
| 9  | Narcisse Mattuizzi |         | m.t.      |
| 10 | Raymond Louviot    |         | m.t.      |